# Аподосис (лингвистика)
Аподосис — часть сложноподчинённого предложения, соответствующая выводу, которой противостоит протасис как причина. В предложении со структурой «если X, то Y»: X — протасис, Y — аподосис. Иначе говоря, аподосис соответствует главному предложению, протасис — его обстоятельственной придаточной части условия.
В предложениях условия, например, в латинском языке аподосис существует в трёх видах предложений:
- реальном (modus realis), соответствующем индикативу: Homo miser est, nisi virtutem colit;
- возможном (modus potentialis), то есть конъюнктивном: Quis hoc credat, nisi sit pro teste vetustas?;
- нереальном (modus irrealis).